# Банда ситроенов
Банда ситроенов (фр. gang des Tractions Avant) — французская преступная группа, в период между февралём и ноябрём 1946 года совершившая серию вооружённых ограблений в Париже, на Лазурном берегу и в Провансе. Название банда получила по использовавшимся для разбоя автомобилям Citroën Traction Avant.
Суммарный ущерб от действий грабителей составил более 80 миллионов франков , или в современных ценах более 6,5 миллионов евро.

## Состав банды
Специфическая ситуация первых послевоенных лет обусловила достаточно пёстрый состав участников банды. Её главарь Пьер Лутрель по прозвищу «Безумный Пьеро» (фр. Pierrot-le-fou), во время войны был сотрудником «Французского гестапо», возглавляемого Бонни и Лафоном. Под руководством Рене Лонэ он удачно внедрился в сеть Сопротивления в Тулузе, а затем успел перейти на сторону голлистов и послужить в секретной службе DGER.
После войны он объединил свои силы с двумя другими бывшими агентами Гестапо (Жоржем Бушсешем, который много позже участвовал в деле Бен Барки) и Абелем Дано («Мамонт»)), а также с участником Сопротивления (Раймоном Ноди) («Тулузец»), Марселем Рюаром, солдатом, некогда воевавшем в Альпийской армии («Цыган», он же «Пепито») и бывшим узником Маутхаузена Жо Аттия, с которым Пьер познакомился до войны во время службы в штрафном Африканском батальоне.
Об участии в банде этих персон (кроме Рюара) упоминает бывший инспектор полиции Роже Борниш; у историка Грегори Ода говорится также про Анри Фефё («Riton le tatoué») и  Жюльена ле Ню; их же перечисляют в своих работах Альфонс Будар · Юбер Лассье и Франсуа Делатур.
Некоторые источники утверждают, что членами банды были также Луи Керар (« Маленький Луи из Нанта», Морис Лягер и Рене Жирье («Рене-тросточка»). Однако, сам Жирье в своих мемуарах , отрицает это и объясняет неточность следующим образом: «Была не одна банда, а несколько. У трёх или четырёх групп был сходный образ действий — рассчитать всё до минуты, а затем неожиданно нанести удар. Однако, у каждой банды, методы несколько отличались. Например, команда Пьера Лутреля, известного как Безумный Пьеро, состояла из парней, которые не боялись шума. Вместе с Жо Аттия, Бушсешем и Фефё, Безумный Пьеро особенно тщательно присматривался к тому, что могли предложить банки и почтовые отделениях Лазурного берега.»

## Первые ограбления
Первым делом банды стало происшедшее 7 февраля 1946 года на авеню Пармантье в Париже нападение на фургон Crédit Lyonnais. Лутрель, Бушсеш, Аттия, Ноди и Фефё увезли на двух «Ситроенах» три миллиона франков. Обошлось без жертв.
Три дня спустя, на Лионском вокзале ограблен фургон PTT. Изъято восемь миллионов франков. Группа разделилась: Лутрель, вместе с любовницей Маринетт Шодефо и двумя сообщниками, Ноди и Рюаром, отправились на Лазурный берег и в Марсель. Аттия остался в Париже с другими членами банды, и уже 4 марта они ограбили инкассатора фабрики в Исси-ле-Мулино. Добыча составила 7 миллионов.

## Действия на Лазурном берегу
14 марта Лутрель и Ноди на улице Нотр-Дам в Ницце ограбили двух служащих компании EDF. Под угрозой оружия они отобрали сумку, содержащую миллион двести тысяч франков. Пьер и Раймон скрылись на угнанном автомобиле.
5 апреля Лутрель в сопровождении Рюара напал на инкассатора Etablissements Borie на бульваре де Лоншан в Марселе. Пьяный Лутрель выстрелил в не пожелавшего отдавать портфель (с семьюстами тысячами франков) инкассатора. Это убийство вызвало облавы, обыски и аресты.
28 мая банда атакует отделение Comptoir d'Escompte в Экс-ан-Провансе, добыча невелика: всего сорок пять тысяч франков. Через неделю в Гапе ограблены два инкассатора Credit Lyonnais. 8 июня в Кань-сюр-Мер, после очередного грабежа, Лутрель, Ноди и Фефё прорвались через блок-пост, ранив жандарма.
1 июля Лутрель и Ноди, проинформированные почтальоном по имени Жерар, ограбили хранилище почтамта в Ницце и покинули место преступления на «Ситроене». Их уже ждали Рюар и Морис Лягер. Операция, продолжавшаяся четверть часа, принесла 33 миллиона франков.
14 июля, после нескольких дней отдыха в Бандоле, Лутрель, Ноди, Лягер и Рюар чуть не попали в облаву в отеле Maxim в Кассис. Возможно, её причиной стал донос кого-то из местных, недовольных подобным соседством.. После перестрелки Лягер был арестован, Рюар и два полицейских ранены. Ноди и Лутрель некоторое время находились на лечении у знакомого врача, а Рюар 20 июля был арестован. Позже, в декабре 1949 года он будет приговорен к 20 годам каторги за убийство инкассатора в Марселе, а также за участие в ограблениях в Ницце и трёх других.
Лутрель и Ноди скрывались в Марселе. Выйдя за сигаретами, Лутрель был арестован на улице Тюбано и доставлен в участок. До того, как его смогли опознать, он похитил оружие полицейского и бежал.
.

## Возвращение в Париж
Вернувшись в Париж, Лутрель нашёл своих коллег: Ноди, Аттия, Бушсеша и Дано. В период с 16 июля по сентябрь банда провела пять ограблений:
- 16 июля на улице Риволи, перехвачен фургон Société générale с 3,2 миллиона франков;
- 29 июля. Нападение на снабженческую компанию Société d'approvisionnement de la SNCF на авеню де Сюффрен. После нейтрализации сотрудников, из сейфа изъято в 9 миллионов франков,
- 1 августа банда терпит неудачу, пытаясь похитить 500 килограммов золота с литейного завода на улице Даро
- 24 августа, в почтовом фургоне на улице Мобёж взято 8 миллионов франков;
- 31 августа нападение на кассира в Сен-Дени добыча составила 2 миллиона франков;
- Сентябрь. Ограблены два инкассатора в Шампиньи-сюр-Марн, 2 миллиона франков.

И после нападения на почту в Ницце (1 июля) Пьер Лутрель всё ещё не идентифицирован как участник банды. Вместе с Ноди, Фефё и Бушсеш он формально числится свидетелем ограбления на улице Мобёж (24 августа). Его окружение со всё большим подозрением относится к его насилию и непредсказуемости, особенно в пьяном виде. Кроме того, облавы, которыми полиция отвечает на грабежи банды, мешают «традиционным» видам деятельности местных преступников, проституции и сутенёрству. В сентябре 1946 года министр внутренних дел Эдуард Депрё приказал бросить все силы на поимку этой банды и потребовал результатов.

## Осада Шампиньи
В сентябре полиции донесли, что члены банды посетят гостиницу «Les Marronniers» в Шампиньи-сюр-Марне. 25 сентября, по приказу комиссаров Казанова и Пино и инспектора Нузеля 350 полицейских были задействованы в облаве, но в гостинице никаких бандитов не оказалось. Однако, вскоре Бушсеш, Фефё и Аттия были обнаружены в близлежащем заведении, «L’Auberge». По приказу префекта Шарля Люизе, полицейские начали окружать «L’Auberge» но были замечены преступниками. Началась перестрелка. Прибыло подкрепление, в том числе два бронеавтомобиля.
Лутреля в тот момент там не было. Получив телефонный звонок о столкновении между его сообщниками и полицией, он подъехал к заведению за рулём Delahaye, преодолел заграждения, нашёл Аттия и Фефё а затем уехал, обменявшись выстрелами с полицией. Изрешеченный пулями автомобиль был брошен со спущенными шинами в лесу. Оставшись без транспорта, три преступника похитили кабриолет в Сен-Море, но вскоре разбивали его в лесу Арменвилье, затем захватили грузовик и на нём добрались до Овер-сюр-Уаз где у них было убежище.
В отчёте префекта Люизе по результатам операции фигурировали лишь несколько задержанных сомнительных личностей. Бушсеш избежал ареста: он прятался в колодце, дыша через тростинку. Во время перестрелки были убиты два мелких преступника.

## Смерть Лутреля и конец банды
30 сентября Анри Фефё был задержан бригадой уголовного розыска в кафе на Монмартре. Его вычислили когда он позвонил по телефону в гараж La Ferté-sous-Jouarre находившийся под наблюдением полиции. Он умер в тюрьме от туберкулёза в 1953 году. В октябре Лутрель, Аттия и Ноди ограбили в Берси курьера, перевозившего деньги группы виноторговцев. Как ни странно, в тот же день, по чистой случайности им удалось избежать ловушки, устроенной инспектором Борнишем для совсем других злоумышленников.
В начале ноября из-за поломки автомобиля сорвалась попытка ограбить сотрудников Banque de France в Версале. 5 ноября, во второй половине дня Лутрель, вероятно пьяный, при попытке ограбления ювелирного магазина на улице Буассьер 36 был тяжело ранен. По одним источникам, владелец магазина, ювелир по фамилии Сарафьян, ранил его в живот, защищаясь, по другим — он мог случайно выстрелить в себя при посадке в автомобиль, где его ждали Аттия и Бушсеш.. Как бы то ни было, занимавшиеся позже его лечением врачи, утверждали, что пуля была выпущена сверху вниз.. Ювелир, тяжело раненный Лутрелем, был затем сбит машиной перед магазином и скончался до приезда в больницу.
Аттия и Бушсеш отвезли Лутреля к другу одного из их сообщников, где его осмотрел врач, который объявил о своей неспособности помочь и посоветовал госпитализировать раненного. Тогда они доставили Лутреля в клинику Дидро (улица Домениль, XII округ) где его прооперирован под чужим именем, как пострадавшего при  несчастном случае на охоте. Однако через несколько дней Аттия, Бушсеш и Абель Дано переодетые медперсоналом рассчитались за услуги и увезли Лутреля на машине "скорой помощи". Его перенесли к другу, Жюлю (Эдмонду) Куртуа в Поршвилле, где Пьер Лутрель и умер. Четверо сообщников решили похоронить его на острове в Сене, напротив острова Лима. Тело было найдено и идентифицировано только три года спустя, после полученного доноса. На тот момент полиция и пресса все ещё приписывала ему участие в различных преступлениях.
Жо Аттия был арестован в Марселе в июле 1947 года. Его судили лишь в конце 1953 года и приговорили к трём годам тюремного заключения за кражу со взломом, совершённую в 1946 году и в тот же вечер он покинул здание суда. На приговор повлияли многочисленные показания других бывших заключённых Маутхаузена, которые были депортированы в лагерь одновременно с ним (например, такие, как видный участник Сопротивления Эдмон Мишле, который при правительстве генерала де Голля стал министром) – и всячески подчеркивали его образцовое поведение в заключении.
Жоржа Бушсеша арестовали в июле 1947 года в Мандельё и позже приговорили к одному году тюремного заключения за сокрытие трупа, а затем к семи годам каторги за грабёж ювелира во время оккупации.
Абель Дано и Раймон Ноди скрывались в Милане, где участвовали в нескольких ограблениях, во время которых погибло три человека. В октябре 1948 года, выданные сообщниками, они на лодке пытались со своими женщинами и детьми перебраться обратно во Францию, но во время высадки в Ментоне были перехвачены жандармами и таможенниками. Во время перестрелки убит жандарм, а также Ноди; а его беременная любовница — серьёзно ранена.
Дано отправился в Париж, сообщники оставили его и, чтобы выжить, ему пришлось заниматься в мелкими кражами. В декабре 1948 года он был арестован после того как попался на взломе двери горничной, и приговорён к смертной казни Судом Республики в мае 1949 года за злоупотребления, совершенные им во время оккупации. Он был приговорен к смерти во второй раз военным судом в июне 1951 года  и казнён в форте Монруж в марте 1952 года.

## Банда в массовой культуре
Методы «Банды ситроенов» (которые в значительной степени возрождали образ действий «банды Бонно» начала XX века), позже, в свою очередь, были подхвачены рядом других преступных сообществ, в частности, в начале-середине 1980-х годов участниками банды париков (фр. gang des postiches, в русскоязычных источников также «банда притворщиков»).
История событий 1946 года стала основой сочинений Альфонса Будара, Роже Борниша ("Ганстеры"), Жозе Джованни, фильмов Жака Дере («Банда» с Аленом Делоном в роли главаря, названного Чокнутым Робером) и Клода Лелуша («Добрые и злые» с Жаком Дютроном), телефильма «Le gang des tractions» Жозе Дайана и настольной игру Сержа Лаже и Алена Муньоса. Рэпер MC Solaar упоминает банду в песне Quand le soleil devient froid.
Абеля Дано по кличке «Мамонт» в фильме Клода Сотэ «Взвесь весь риск» (1960) сыграл Лино Вентура (там он упомянут как Абель Давос).
«Безу́мный Пьеро́» (фр. Pierrot Le Fou) — франко-итальянский кинофильм 1965 года режиссёра Жана-Люка Годара , снятый по роману Лайонела Уайта «Одержимость». Премьера фильма состоялась на Венецианском кинофестивале 1965 года. Название фильма должно было вызвать у французских зрителей ассоциации со знаменитым налётчиком 1940-х годов — Пьером Лутрелем, он же «Пьеро Чокнутый» (фр. Pierrot le Fou), очень романтизированная версия подвигов которого изложена в фильме Жака Дерэ «Банда», снятом по роману Роже Борниша

### Документальные фильмы
- «Pierrot le Fou et le gang des tractions avant» de la série Des crimes presque parfaits, sur Planète+ CI.

### Радиопередачи
- «Le Gang des Tractions Avant» le 8 octobre 2014 dans L'Heure du crime de Jacques Pradel sur RTL.